# 10313 Vanessa-Mae
A 10313 Vanessa-Mae (ideiglenes jelöléssel 1990 QW17) a Naprendszer kisbolygóövében található aszteroida. Ljudmila Vasziljevna Zsuravljova fedezte fel 1990. augusztus 26-án.